# 이 세상의 한구석에 (2018년 드라마)
《이 세상의 한구석에》(この世界の片隅に)는 일본의 도쿄 방송 계열의 드라마이다. 2018년 3분기 매주 일요일 오후 9시에 방송될 예정이다. 이 작품은〈이 세상의 한구석에〉이라는 코우노 후미요가 2007 ~ 2009년에 그린 동명 만화이다.

## 스태프
- 연출 : 도이 노부히로
- 극본 : 오카다 요시카즈
- 원작 : 코우노 후미요

## 주연 배우
- 마츠모토 호노카
- 마츠자카 토리
- 이토 사이리
- 츠치무라 카호
- 보타 사유
- 오노 마치코
- 타구치 토모로와
- 이토 란

## 방송 일자
| 각 화                                     | 방송일   | 부제                                                                     | 연출          | 시청률 |
| ----------------------------------------- | -------- | ------------------------------------------------------------------------ | ------------- | ------ |
| 제1화                                     | 7월 15일 | 쇼와의 전쟁이 한창이던 열심히 살아있는 가족의 사랑과 생명의 감동 이야기! | 도이 노부히로 | 10.9%  |
| 제2화                                     | 7월 22일 | 시누이 내습! 전시 하의 히로시마 파란의 신혼 생활이 막을 연다!            | 도이 노부히로 | 10.5%  |
| 제3화                                     | 7월 29일 | 처음의 간략한 만남, 교차하는 4개의 운명                                  | 도이 노부히로 | 9.0%   |
| 제4화                                     | 8월 05일 | 용담의 비밀, 알려지지 않은 과거                                          | 요시다 켄     | 9.2%   |
| 제5화                                     | 8월 12일 | 공습 온다... 안녕 첫사랑의 사람                                          | 도이 노부히로 | 8.9%   |
| (시청률은 칸토 지구·비디오 리서치사 조사) |          |                                                                          |               |        |